# Curimacare
Curimacare est la capitale de la paroisse civile de Casiquiare dans la municipalité de Río Negro dans l'État d'Amazonas au Venezuela.